# Recurvidris kemneri
Recurvidris kemneri (лат.) — вид мелких муравьёв рода Recurvidris из подсемейства мирмицины. Эндемики Юго-Восточной Азии.

## Распространение
Юго-Восточная Азия: Борнео и Ява, Индонезия, Малайзия (Саравак).

## Описание
Муравьи мелкого размера (от 2,2 до 2,5 мм), жёлтого цвета. Ширина головы 0,46 — 0,54 мм (длина головы 0,48 — 0,56 мм), длина скапуса усика 0,42 — 0,50 мм. Усики 11-члениковые, булава 3-члениковая. Жвалы треугольные, с 4-5 зубцами. Нижнечелюстные щупики 4-члениковые, нижнегубные щупики состоят из 3 сегментов. Усиковые бороздки и лобные валики отсутствуют. Грудка тонкая и длинная. Заднегрудка с двумя длинными проподеальными шипиками, загнутыми вверх и вперёд. Стебелёк между грудкой и брюшком состоит из двух члеников: петиолюса и постпетиолюса (последний четко отделен от брюшка), жало развито, куколки голые (без кокона).
Таксон был впервые описан по личинкам в 1954 году американскими мирмекологами Джорджем и Джанетт Уилерами (Wheeler, G.C. & Wheeler, J., Department of Biol.ogy, University of North Dakota, Гранд-Форкс, штат Северная Дакота, США) по материалам с острова Ява из Индонезии как подвид под первоначальным названием Trigonogaster recurvispinosa subsp. kemneri Wheeler, G.C. & Wheeler, J. 1954. В 1992 году английским мирмекологом Барри Болтоном (The Natural History Museum, Лондон, Великобритания) повышен до видового статуса и получил современное наименование. Видовое имя дано в честь Н. А. Кемнера (N. A. Kemner), собравшего типовую серию.

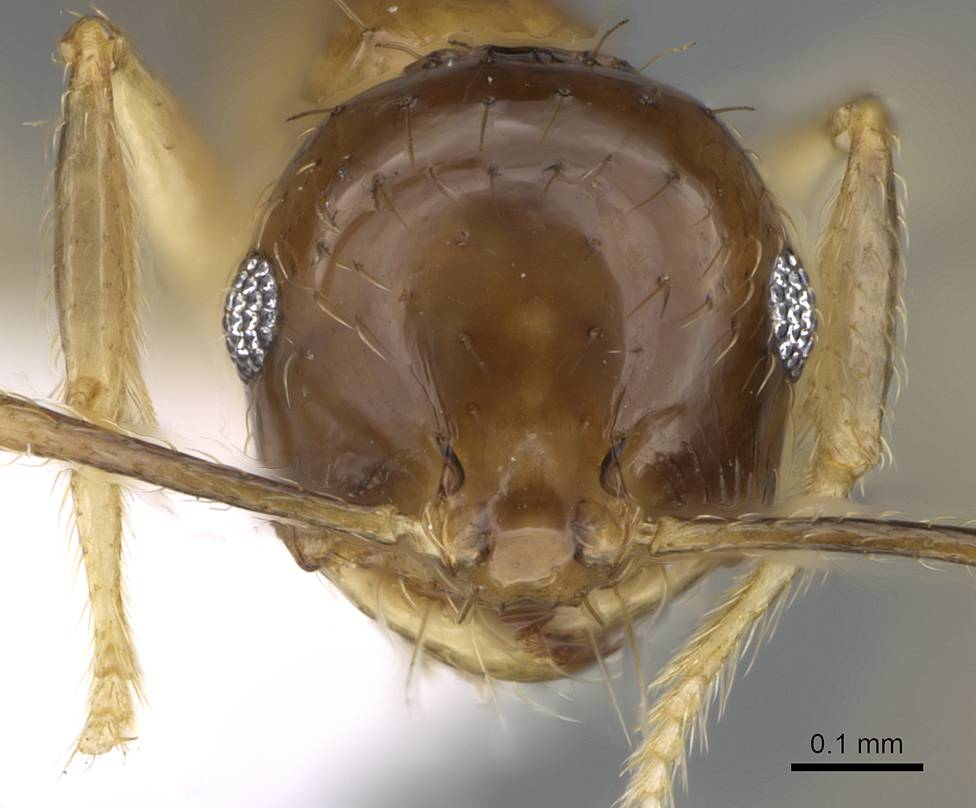
Муравей Recurvidris kemneri